# SN 2001az
SN 2001az – supernowa typu Ia odkryta 27 kwietnia 2001 roku w galaktyce UGC 10483. W momencie odkrycia miała maksymalną jasność 17,10m.